# Stasimopus kolbei
Stasimopus kolbei là một loài nhện trong họ Ctenizidae. S. kolbei được miêu tả năm 1903 bởi William Frederick Purcell.